# Skjold Sogn
Skjold Sogn er et sogn i Hedensted Provsti (Haderslev Stift).
I 1800-tallet var Skjold Sogn et selvstændigt pastorat. Det hørte til Bjerre Herred i Vejle Amt. Skjold sognekommune blev inden kommunalreformen i 1970 lagt sammen med Glud-Hjarnø til Glud-Skjold sognekommune. Den blev ved selve reformen indlemmet i Juelsminde Kommune, der ved strukturreformen i 2007 indgik i Hedensted Kommune.
I Skjold Sogn ligger Skjold Kirke.
I sognet findes følgende autoriserede stednavne:
- Brund (bebyggelse, ejerlav)
- Pebel (bebyggelse)
- Skjold (bebyggelse, ejerlav)
- Stourup (bebyggelse, ejerlav)
- Vester Bisholt (bebyggelse, ejerlav)